# Allacta srengi
Allacta srengi es una especie de cucaracha del género Allacta, familia Ectobiidae. Fue descrita científicamente por Roth en 1995.

## Distribución
Esta especie se encuentra en Papúa Nueva Guinea.